# Carlo Peretti
Carlo Peretti (ur. 5 marca 1930 we Florencji, zm. 1 czerwca 2018 w Portoferraio) – włoski piłkarz wodny, brązowy medalista olimpijski z Helsinek.
Wraz z drużyną zdobył brązowy medal na Letnich Igrzyskach Olimpijskich 1952 w Helsinkach. Zagrał tam w 5 meczach.